# Голи, Антонин
Антонин Голи (чеш. Antonín Holý; 1 сентября 1936[…], Прага — 16 июля 2012[…], Прага) — чешский химик. Специализировался в разработке антиретровирусных препаратов, используемых в лечении ВИЧ и гепатита B. Автор более 550 научных публикаций и 60 патентов.

## Биография
Родился в Праге. Изучал органическую химию с 1954 по 1959 годы на естественнонаучном факультете Карлова университета. С 1960 был аспирантом в Институте органической химии и биохимии (IOCB) Академии наук Чехословакии (сейчас — Академия наук Чехии), а с 1963 года — научным сотрудником там же. К 1967 году становится одним из ведущих учёных института, а с 1983 года возглавляет рабочую группу по нуклеиновым кислотам. С 1987 года — глава кафедры химии нуклеиновых кислот, а с 1994 по 2002 годы занимал должность директора института.
Начиная с 1976 года совместно с Эриком Де Клерком из Rega Institute for Medical Research (Лёвенский католический университет, Бельгия) работал над созданием новых антиретровирусных препаратов. В 1996 году для производства в США и Европейском Союзе был одобрен «Вистид» (торговая марка для цидофовира). В 2001 году для лечения ВИЧ в США был одобрен «Виреад» (тенофовир), а в 2003 — «Гепсера» (адефовир), для лечения гепатита B. Комбинация тенофовир/эмтрицитабин была одобрена в 2004 году.
Голи прекратил рабочую деятельность в 2011 году. Скончался по естественным причинам 16 июля 2012 года, в возрасте 75 лет. В тот же самый день Управление по контролю качества пищевых продуктов и лекарственных средств рекомендовало применение комбинации тенофовира/эмтрицитабина для профилактики ВИЧ-инфекции.

## Награды и почётные звания
- 1984 — государственная премия по химии
- 1998 — медаль Хануша от Чешского химического общества
- 1999 — почётный доктор Университета Палацкого
- 2001 — Премия Декарта в составе группы Яна Балзарини; Медаль Чешской республики «За заслуги» I степени
- 2003 — почётный член Rega Institute for Medical Research
- 2004 — премия Praemium Bohemiae;[8] медаль Академии наук Чехии: De scientia et humanitate optime meritis
- 2005 — почётный доктор Гентского университета; медаль за заслуги перед Карловым университетом
- 2006 — член Европейской академии наук и искусств
- 2006 — почётный доктор пражского Института химической технологии
- 2007 — государственная премия Česká hlava